# أنتونيو برانداو
أنتونيو برانداو (21 ديسمبر 1977 في اراراكوارا في البرازيل – )؛ هو لاعب كرة قدم سابق كان يلعب كمدافع.

## وصلات خارجية
- أنتونيو برانداو على موقع رابطة كرة القدم اليابانية للمحترفين (اليابانية)
- أنتونيو برانداو على موقع قاعدة بيانات كرة القدم.إي يو (الإنجليزية)
- أنتونيو برانداو على موقع Soccerway.com (الإنجليزية)
- أنتونيو برانداو على موقع عالم كرة القدم.نت (الإنجليزية)